# August Gottlieb Richter

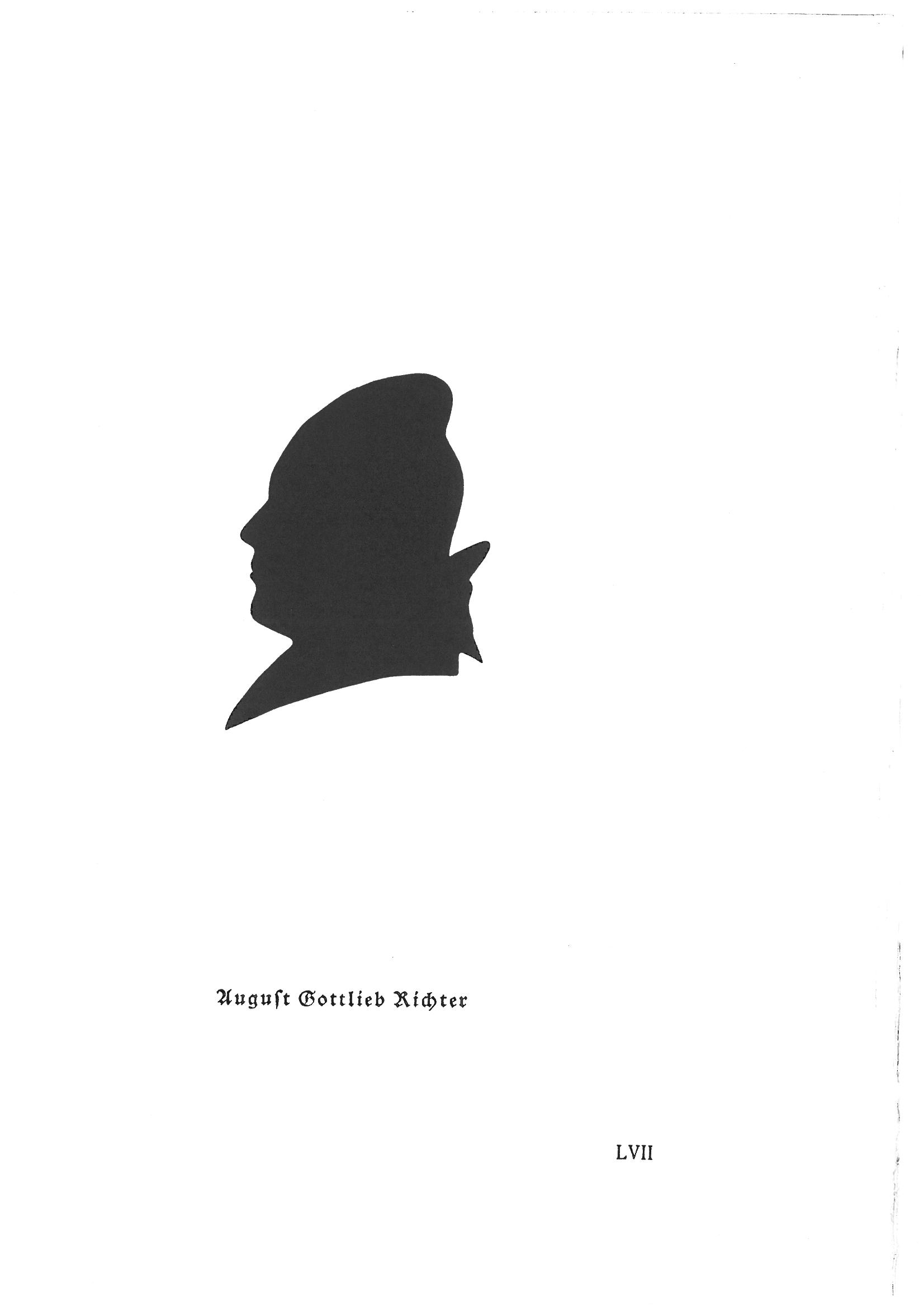
Silhueta de Richter na Coleção de Silhuetas Schubert (1779)

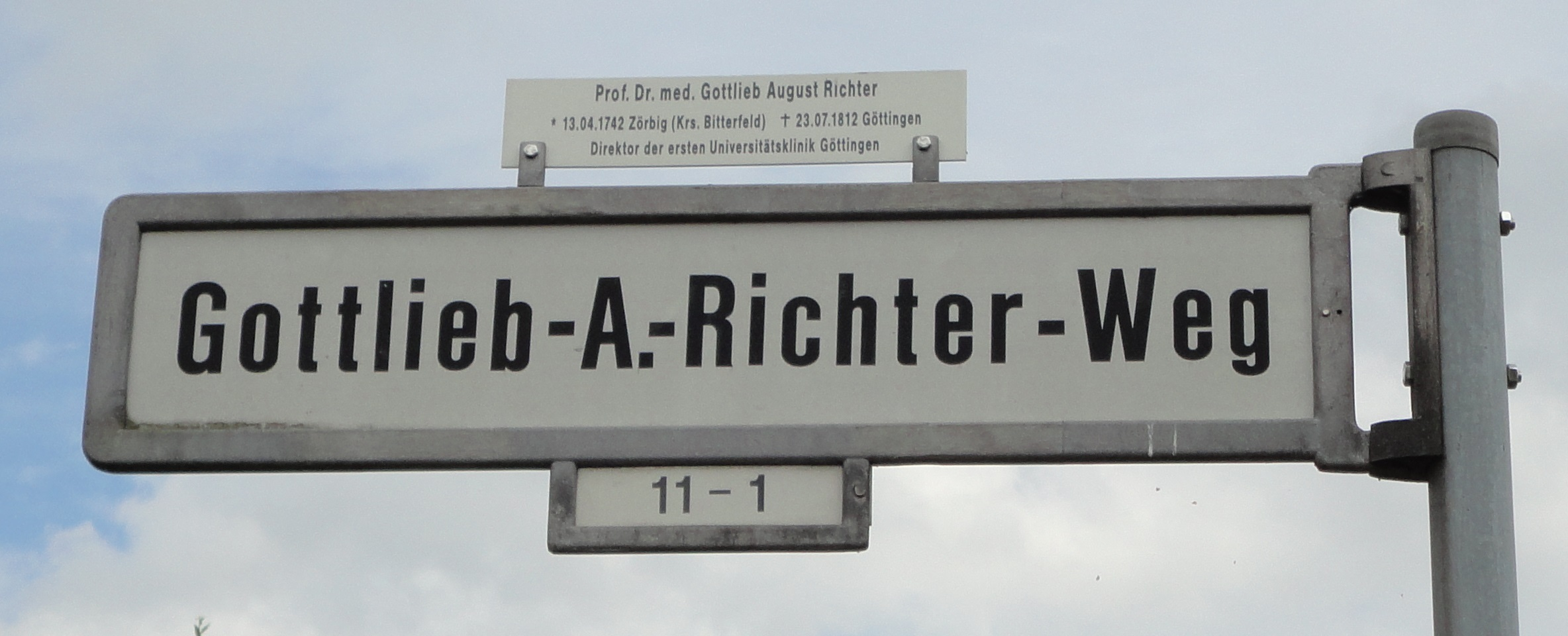
Distrito de Weende, Göttingen, Gottlieb-Richter-Weg

August Gottlieb Richter (Zörbig, Anhalt-Bitterfeld, 13 de abril de 1742 – Göttingen, 23 de julho de 1812) foi um cirurgião e autor alemão.

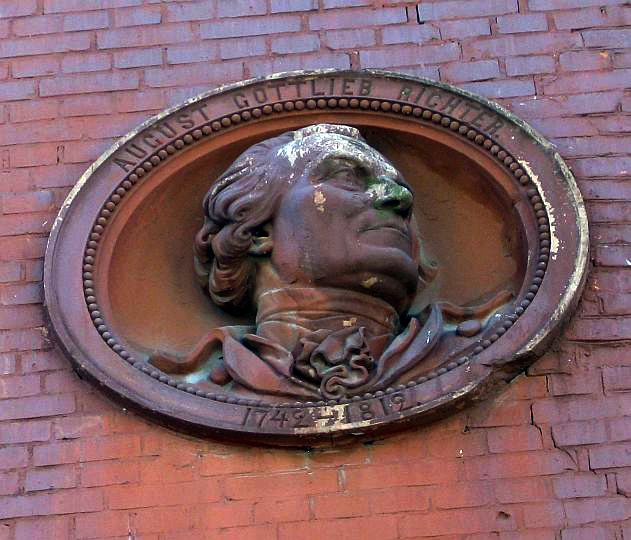
Relevo de August Gottlieb Richter na "Roten Haus", Universidade de Königsberg (atualmente Kaliningrado)

Foi desde 1770 membro extraordinário e desde 1776 membro ordinário da Academia de Ciências de Göttingen.

## Obras
Monografias
- Anfangsgründe der Wundarzneykunst. Göttingen 1782–1804.
- Abhandlung von den Brüchen (1777–1779). Digitalisat Volume 1 und Volume 2
- Abhandlung von der Ausziehung des grauen Stars (1773). Digitalisat

Periódicos
- Chirurgische Bibliothek (1771–1797)